# Boaz Myhill
Glyn Oliver "Boaz" Myhill (Modesto, Kalifornia, 1982. november 9.) amerikai születésű walesi kapus.

## Pályafutása

### Aston Villa
Myhill 1995-ben, 12 évesen került az Aston Villa ifiakadémiájára. A birminghami klubnál olyan kapusoktól tanulhatott, mint Mark Bosnich, David James, Peter Schmeichel és Peter Enckelman. 2002 januárjában egy hónapra kölcsönvette a Stoke City, de a Villa egy hét után visszahívta. Ezután három hónapot töltött a Bristol Citynél, ahol végig csak a cserepadon ült.
2002 novemberében a Bradford City vette kölcsön, ahol végre játéklehetőséghez jutott. Egy Sheffield United elleni meccsen debütált és öt gólt kapott. 2003-ban a Macclesfield Townhoz került, ahol összesen 16 mérkőzésen lépett pályára és jól teljesített. Szerették volna meghosszabbítani a kölcsönszerződését, de az Aston Villa inkább a Stockport Countyhoz küldte.

### Hull City
2003 decemberében Stockport szerette volna véglegesen is leigazolni Myhillt, de ő inkább a Hull City ajánlatát fogadta el. Két és fél éves szerződést kapott a Tigrisektől, akik 50 ezer fontot fizettek érte. Hamar bekerült a kezdőbe és nagy szerepe volt abban, hogy a csapat két év a negyedosztályból a másodosztályig jutott.
A 2005/06-os szezonban szintén nagyszerű formának örvendett, mindössze egy mérkőzést hagyott ki, azt is eltiltás miatt. Egy Stoke City elleni meccsen két büntetőt is kivédett, ami után a szurkolók az angol válogatottba követelték. Az idény végén őt választották a Hull legjobbjának. 2007 augusztusában egy három évre szóló szerződést kapott a csapatától.
Ő is tagja volt annak a csapatnak, mely a 2007/08-as évadban kiharcolta a feljutást a Premier League-be. 2009-ben egy időre kikerült a kezdőből, de hamar visszaszerezte helyét Matt Duketól. A 2009/10-es szezonban nyújtott jó teljesítménye elismeréseként új szerződést kapott, mely 2012 nyaráig köti őt a Hull Cityhez.

## Válogatott
Myhill korábban játszott az U20-as angol válogatottban, de felnőttként Walest képviseli. Már 2006-ban bemutatkozhatott volna a csapatban, de akkor családi okok miatt nemet mondott. 2008. március 26-án, Luxemburg ellen debütált. Általában ő a válogatott második számú kapusa Wayne Hennessey mögött.

## Külső hivatkozások
- Boaz Myhill pályafutásának statisztikái a Soccerbase oldalon (angolul)

- Myhill adatlapja a West Bromwich Albion FC honlapján